# Classe Liberté
La classe Liberté est une classe de quatre cuirassés à tourelles de type Pré-Dreadnought de la marine française.
Ce type de navire avait pour équivalent la classe Connecticut côté américain et la classe Lord Nelson côté anglais.

## Conception
C'était une évolution de la classe République conçue par l'ingénieur Louis-Émile Bertin. Le coût de chaque unité était de 42 millions de francs-or.

## Les unités de la classe
| Nom du navire | Chantier                                                | Quille posée      | Lancement       | Armement         | Destin                                                     | Photo |
| ------------- | ------------------------------------------------------- | ----------------- | --------------- | ---------------- | ---------------------------------------------------------- | ----- |
| Liberté       | Ateliers et Chantiers de la Loire Nantes                | 1er novembre 1902 | 19 avril 1905   | 1er mars 1908    | Explosion le 25 septembre 1911                             |       |
| Démocratie    | Arsenal de Brest                                        | 1er mai 1903      | 30 avril 1904   | 1er janvier 1908 | Retiré du service en janvier 1921 vendu pour la ferraille. |       |
| Justice       | Forges et Chantiers de la Méditerranée La Seyne-sur-Mer | 1er avril 1903    | 27 octobre 1904 | 1er février 1908 | Vendu pour la ferraille en janvier 1922                    |       |
| Vérité        | Forges et Chantiers de la Gironde Bordeaux              | 1er avril 1903    | 28 mai 1907     | 1er juin 1908    | Vendu pour la ferraille en janvier 1922                    |       |